# Xanthoparmelia krogiae
Xanthoparmelia krogiae är en lavart som beskrevs av Hale & Elix. Xanthoparmelia krogiae ingår i släktet Xanthoparmelia och familjen Parmeliaceae.   Inga underarter finns listade i Catalogue of Life.